# Kuktiškės
Kuktiškės is een plaats in de gemeente Utena in het Litouwse district Utena. De plaats telt 485 inwoners (2001).